# Порадівка
Пора́дівка (історично Порадів) — село в Україні, у Фастівському районі Київської області. Населення становить 227 осіб.

## Географія
Селом тече річка Бербериха.

## Історія
Село засноване на початку ХІХ ст. переселенням поміщиком Юзефом Руліковським з Великої Мотовилівки частини своїх селян. Назва села (первісно Порадів) походить від давнього родового гнізда Руліковських, Великого Порадува Равського воєводства.
1900 р. у Порадові налічувалося 174 двори, мешкало 900 осіб. Існували каплиця, школа грамоти, кузня та 8 вітряків. Зміна назви з Порадів на Порадівку відбулася орієнтовно у 1910-х рр.

## Населення

### Мова
Розподіл населення за рідною мовою за даними перепису 2001 року:
| Мова       | Відсоток |
| ---------- | -------- |
| українська | 96,92%   |
| російська  | 1,76%    |
| білоруська | 1,32%    |

## Святоволодимирський храм

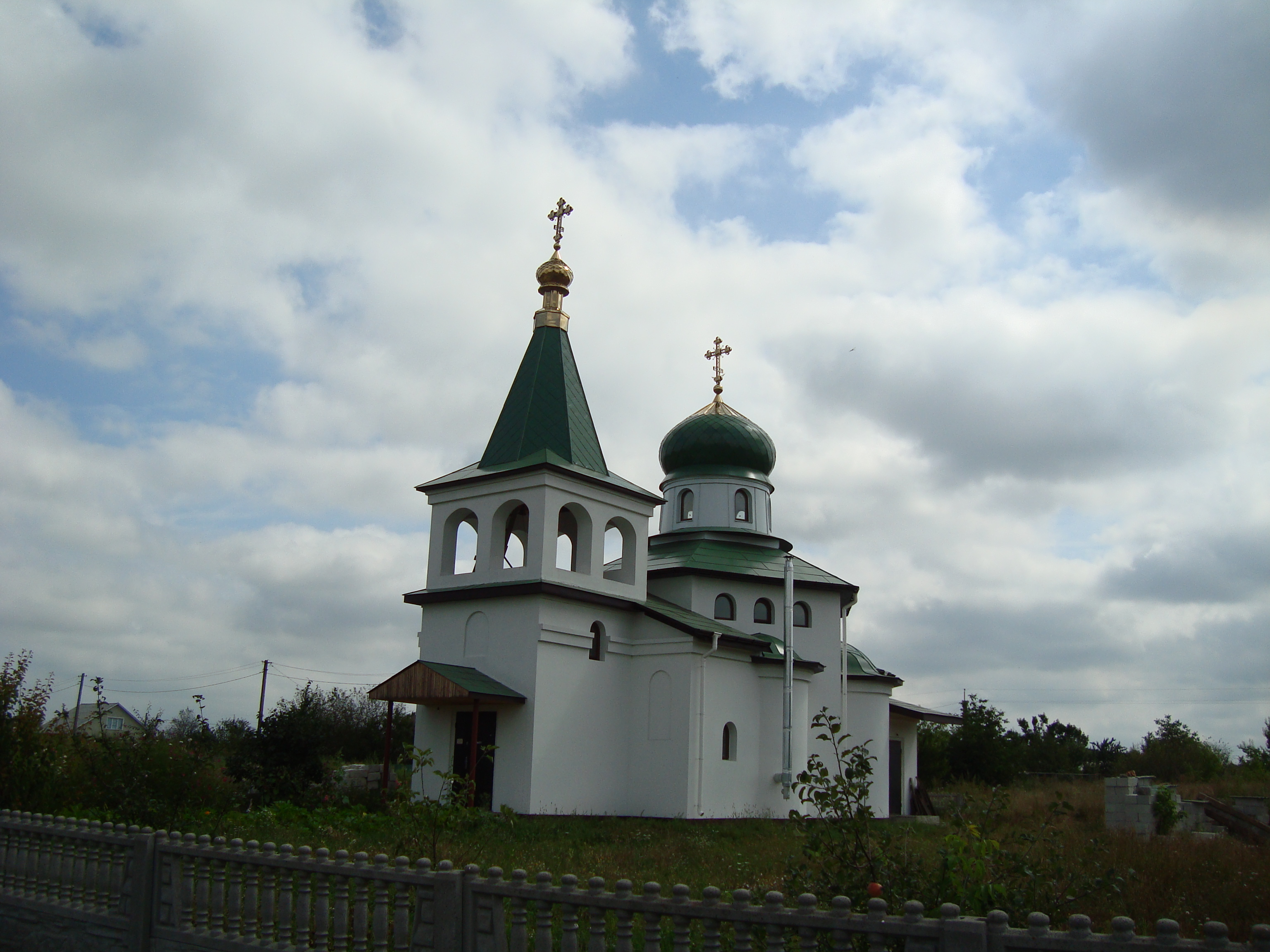
Святоволодимирський храм с. Порадівка

Стиль близький до новгородського. Ініціатором і засновником будівництва був голова сільської ради п. Наумов Володимир. Освячував храм митрополит Володимир. Покровителем храму і села є рівноапостольний князь Володимир, який прийняв православну віру і охрестив Русь. У храмі є святині, яких не мають і більші храми. Це мощі святих мучеників 2-4 століття Євстафія Плакіди, Севастіана, Харлампія. Тут є мощі світочів монашества Антонія Великого, Євфимія Великого (Єгипет, 3 ст). Тут є мощі праведної Анни — матері діви Марії. Історичних довідок про існування храму на теренах Порадівки — Руликова не знайдено.

## Пам'ятки
У Порадівці розташований пам'ятник та меморіальна дошка, присвячена радянським солдатам-односельцям, що воювали у другу світову війну проти німецьких окупантів.
На північний схід від села розташований Лавандовий парк Порадів — поле квітучої лаванди під Києвом для проведення фотосесій, весіль і просто відпочинку.
Також у селі знаходиться розплідник екзотичних рослин Balemala.

## Посилання

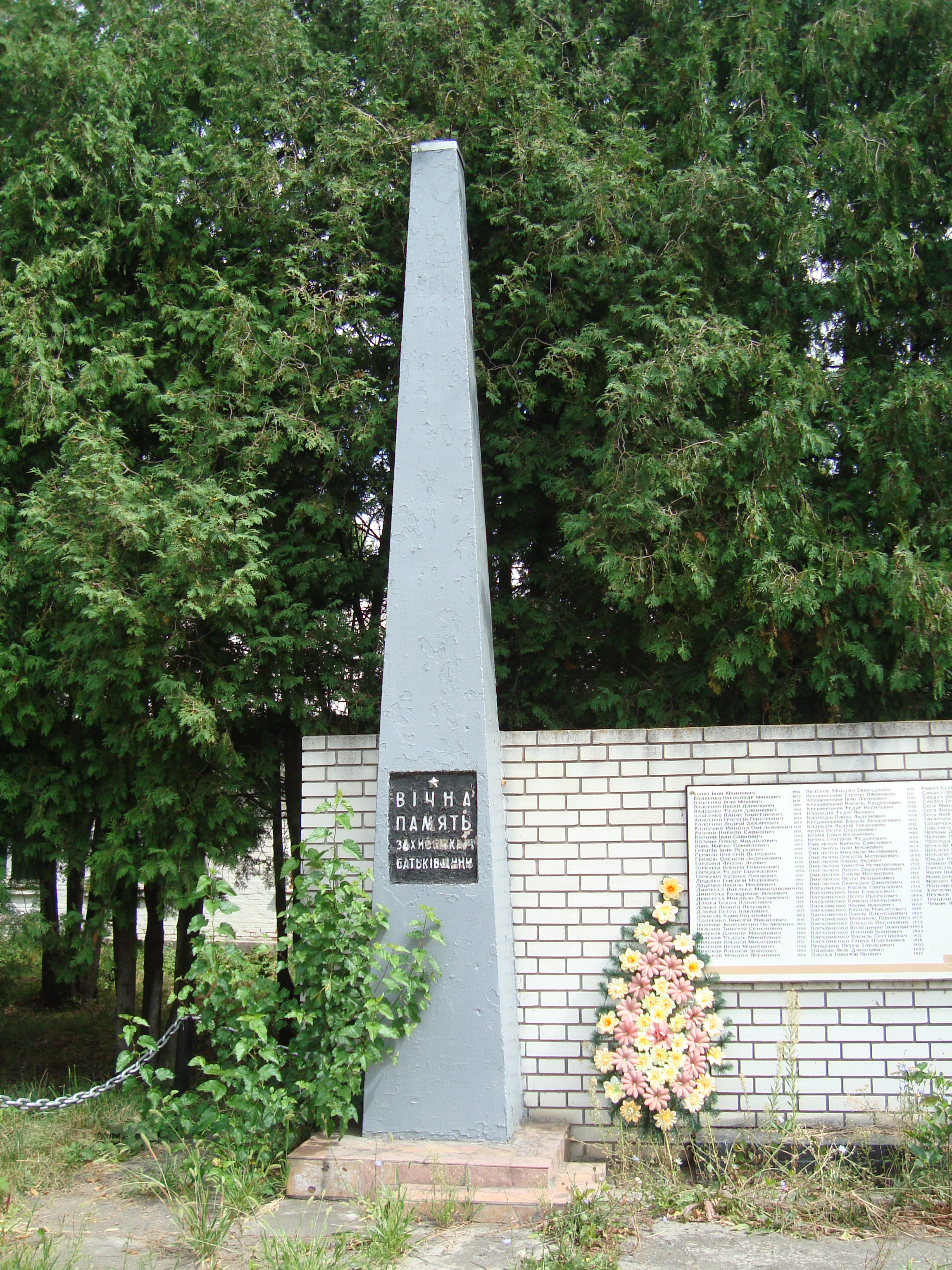
Пам'ятник воїнам-односельцям, які загинули в роки Другої світової війни. Обеліск

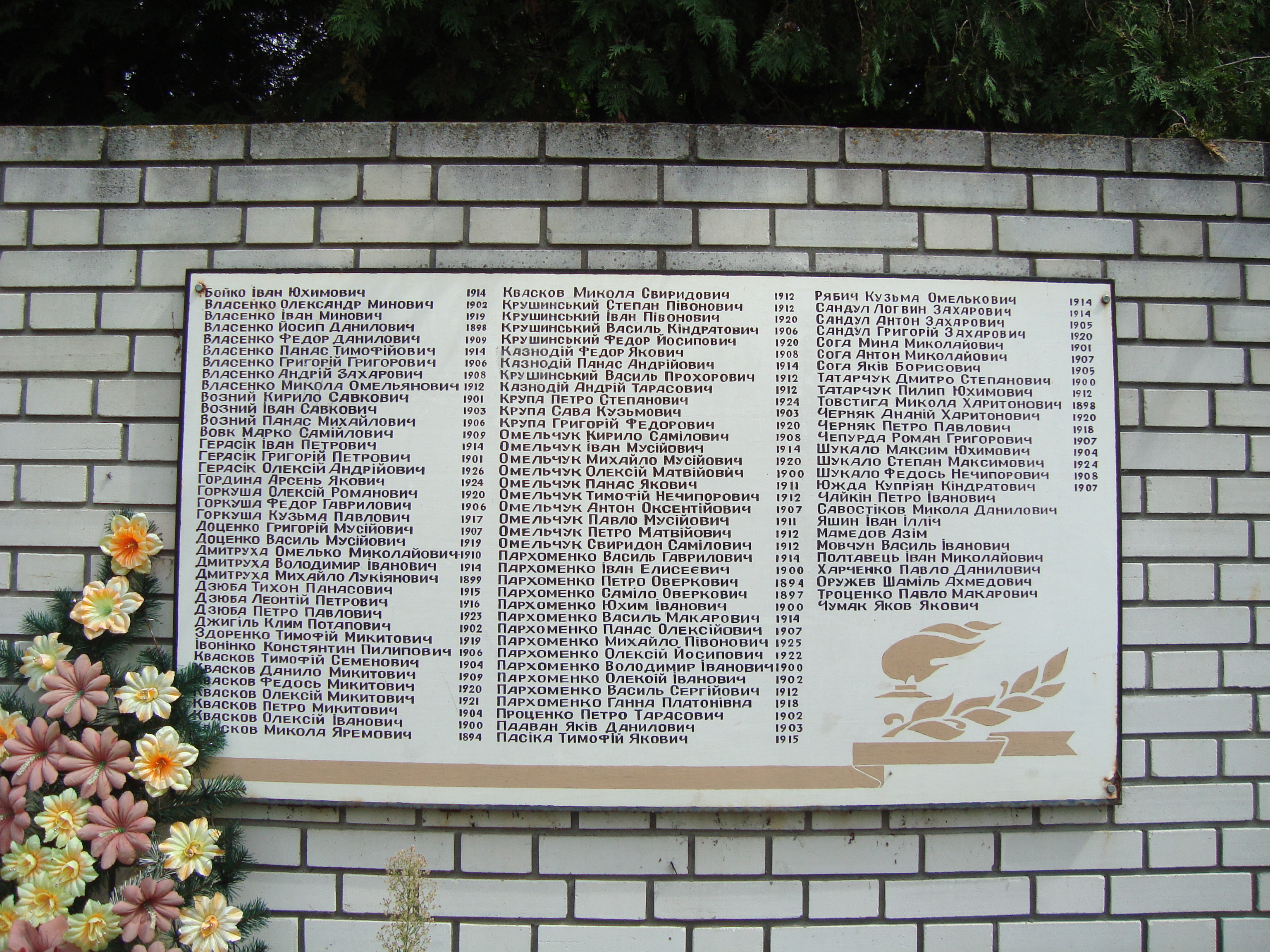
Пам'ятник воїнам-односельцям, які загинули в роки Великої Вітчизняної війни. Стела з прізвищами.